# Heikendorf

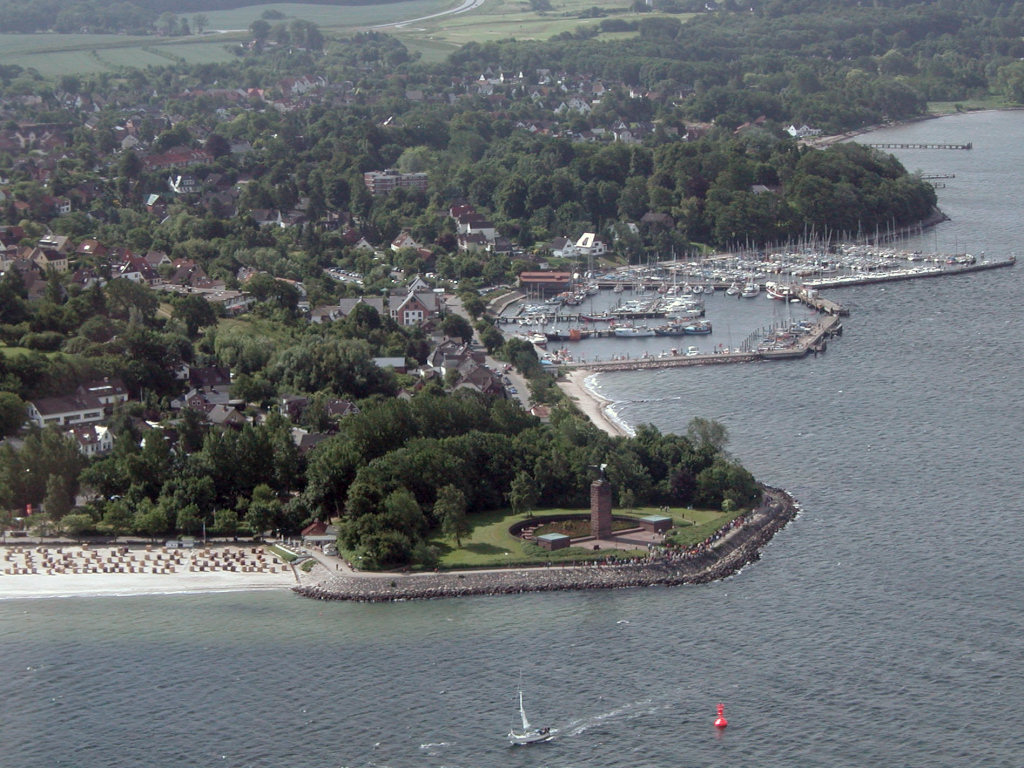
Luftaufnahme (2003) von Heikendorf mit dem U-Boot-Ehrenmal Möltenort im Vordergrund. Blickrichtung Süden; rechts die Kieler Förde.

Heikendorf ist eine Gemeinde im Kreis Plön in Schleswig-Holstein. Heikendorf liegt am Ostufer der Kieler Förde zwischen Mönkeberg und Laboe. Der Ort grenzt heute fast direkt an das Kieler Stadtgebiet.
Sichtbares Wahrzeichen ist das unmittelbar an der Kieler Förde gelegene U-Boot-Ehrenmal Möltenort für die deutschen U-Boot-Fahrer beider Weltkriege, das von der Bronzeplastik eines überlebensgroßen Seeadlers überragt wird. Die alte Bronzefigur wurde 2001 durch einen Neuguss, gespendet von der Witwe eines U-Boot-Kommandanten, ersetzt.
Das Fischerdorf war in der Vergangenheit Sitz der Künstlerkolonie Heikendorf, die mit ihren Arbeiten den Grundstein für das 2000 eröffnete Künstlermuseum legte. Auch Adolf Brütts Bronzeplastik „Der Fischer“ erinnert an die Blütezeit der Malerkolonie.

## Geographie
Heikendorf liegt am Ostufer der Kieler Förde und grenzt an die Nachbargemeinden Laboe, Brodersdorf, Probsteierhagen, Schönkirchen und Mönkeberg. Die Gemeinde besteht aus fünf Ortsteilen: Altheikendorf, Möltenort, Kitzeberg, Schrevenborn und Neuheikendorf.

## Geschichte
Heikendorf ist urkundlich seit 1233 als „Dorf des Heike“ nachgewiesen. Etwas später wurden dann die Ortsteile Schrevenborn (1290), Neuheikendorf (1478) und Möltenort (1613) besiedelt.
Schrevenborn hieß ursprünglich Grevesborn oder s'Grevenborn, was „des Grafen Brunnen“ bedeutet. Es handelte sich vermutlich um eine Ansiedlung um einen Brunnen inmitten eines Jagdreviers der Grafen von Holstein. Dort entstand im 15. oder 16. Jahrhundert das Gut Schrevenborn (nach dem das heutige Amt Schrevenborn benannt wurde). 1494 war dieses im Besitz der Brockdorff, 1613 der Rantzau, 1698 erwarb es Paul Kohlblatt aus Gut Hemmelmark. Er und seine Nachfahren stritten sich generationenlang mit den Nachfahren des Johann Adolph Kielmann von Kielmannsegg vor dem Reichskammergericht und dem Reichshofrat um den Besitz, da Kohlblatts Schwiegervater Ägidius Henning 100.000 Reichstaler unterschlagen haben soll, die ihm Kielmannsegg vor seiner Inhaftierung zur Verwahrung gegeben habe. Erst in der vierten Generation kam es 1737 zu einem Vergleich, gegen Zahlung von 19.000 Rthlr. blieb das Gut bei der schwedischen Familie v. Mevius, Nachfahren des Kohlblatt. Schon 1767 wurde durch den Gutsherrn Karl-Friedrich von Mevius die Wandlung der Gutswirtschaft in selbstständige bäuerliche Betriebe begonnen. Damit fand frühzeitig die Umsetzung der liberalen Ideen des neuen Zeitalters in Heikendorf statt. Dieses erklärt auch die Gründung der Möltenorter Gilde von 1655, der Altheikendorfer Gilde von 1709 und der Neuheikendorfer Gilde von 1824. Doch Mevius musste wegen Fälschungen ins Ausland fliehen, eine Konkursversteigerung führte ab 1774 zu wechselnden Besitzern. 1917 erwarb Fred Hagedorn das Gut.
1913 wurden Alt Heikendorf und Möltenort zur Gemeinde Heikendorf vereinigt und 1928 aus Heikendorf, Neu Heikendorf und dem aufgelösten Gutsbezirk Schrevenborn die Gemeinde in ihrer heutigen Form.
Am 5. Februar 1933 wurde durch die Nationalsozialisten das Gemeindeparlament aufgelöst und der Gemeindevorsteher Wilhelm Ivens abgesetzt. Erster hauptamtlicher Bürgermeister wurde nun Hermann Riecken (NSDAP).
Mit dem Beginn des Zweiten Weltkrieges am 1. September 1939 wurde Heikendorf zum Festungsgebiet erklärt. Es entstanden der U-Boot-Ausrüstungskai und das Artilleriedepot in Korügen. Der Kai war durch eine Schmalspurbahn mit dem Munitionsdepot „Hagener Moor“ verbunden, wo Torpedoköpfe montiert und gelagert wurden. Auf dem Heidberg befand sich eine Flakbatterie. Mehrere Flaktürme, Flak- und Scheinwerferstellungen waren im Gemeindegebiet verteilt. Die ersten Kriegsjahre in Heikendorf verliefen, bis auf ein paar Fehlabwürfe der alliierten Bomber, relativ ruhig. Der erste Großangriff traf die Gemeinde am 24. Juli 1944. Es folgten der zweite Großangriff am 26. August 1944 und der dritte am 16. September 1944. Heikendorf erlebte in den sechs Kriegsjahren 655-mal Fliegeralarm. Neben zahlreichen Spreng- und Phosphorbomben kamen insbesondere Luftminen zum Einsatz, die erhebliche Zerstörungen verursachten. 27 % des gesamten Wohnraumbestands waren vollständig zerstört. 67 % wiesen schwere Schäden auf, die zum Teil nicht mehr behoben werden konnten. Lediglich 25 Gebäude, entsprechend 4 % des Gesamtbestands, blieben unbeschädigt.
Nach dem Zweiten Weltkrieg entließ die britische Militärregierung den Bürgermeister Hans Burmann (NSDAP) und führte ab 1. April 1946 ein neues kommunales Gemeinderecht nach britischem Vorbild ein. Die vom Landtag in Kiel im Januar 1950 verabschiedete neue Gemeindeordnung brachte eine Rückkehr zur Bürgermeisterverfassung. Ab Januar 2007 gab es statt der hauptamtlichen Bürgermeister in Schönkirchen und Heikendorf wieder Ehrenamtler. 2015 kehrte Schönkirchen als erste Amtsgemeinde zum hauptamtlichen Bürgermeister zurück. Heikendorf folgte im Jahr 2021.
Seit 1967 ist Heikendorf staatlich anerkanntes Seebad.

## Politik
Zum 1. Januar 2007 bildete das bis dahin amtsfreie Heikendorf mit den Nachbargemeinden Schönkirchen und Mönkeberg das Amt Schrevenborn mit Heikendorf als Verwaltungssitz.

### Gemeindevertretung
- CDU: 4
- Grüne: 5
- SPD: 3
- FDP: 2
- AfD: 1
- UWH: 4

Von den 19 Sitzen in der Gemeindevertretung erhielten bei der Kommunalwahl 2023 die Grünen fünf, die CDU vier, die Wählergemeinschaft UWH vier, die SPD drei und die FDP zwei Sitze. Die AfD hat einen Sitz. Bereits bei der konstituierenden Sitzung verließ ein Mitglied der SPD-Fraktion diese und ist seither fraktionsloses Mitglied der Vertretung.
Gemeindevorsteher (Bürgermeister) 1888–2020
- 1888–1902: Peter Wulf, Landwirt, Altheikendorf
- 1893–1913: Friedrich Dahmke, Gutssekretär, Möltenort
- 1889–1906: Carl Wilhelm Jannsen, Gutsinspektor, Amtsvorsteher
- 1906–1928: Johannes Mordhorst, Landwirt, Neuheikendorf
- 1906–1913: Georg Gotthard, Hardesvogt, Amtsvorsteher
- 1920–1928: Heinrich Dahmke, Schiffsführer, Amtsvorsteher
- 1924–1933: Wilhelm Ivens, Bürovorsteher, Gemeindevorsteher, Heikendorf
- 1933–1939: Hermann Riecken, Papiergroßhandelsvertreter, Bürgermeister NSDAP
- 1939–1945: Hans Burmann, Verwaltungsangestellter, Bürgermeister NSDAP
- 1945–1946: Georg Reimann, Gastwirt, Bürgermeister (von Militärregierung eingesetzt)
- 1946–1950: Paul Schütt, Werkmeister, Bürgermeister
- 1950–1958: Willy Theine, Gemeindeinspektor, Bürgermeister
- 1958–1988: Herbert Sätje, Bürgermeister, hauptamtlich CDU
- 1988–2000: Sönke Jändling, Bürgermeister, hauptamtlich
- 2000–2006: Arno Jesko, Bürgermeister, hauptamtlich SPD
- 2007–2008: Rolf-Werner Peters, Bürgermeister, ehrenamtlich CDU
- 2008–2013: Holger Pape, Bürgermeister, ehrenamtlich (Unabhängige Wählergemeinschaft Heikendorf, UWH)
- 2013–2018: Alexander Orth, Bürgermeister, ehrenamtlich SPD
- 2018–0000: Tade Peetz, Bürgermeister, ehrenamtlich seit 2021 hauptamtlich CDU

### Wappen
Das Wappen wurde am 22. August 1960 genehmigt.
Blasonierung: „In Blau ein oben von zwei goldenen Eichenblättern begleiteter silberner Sparren, innerhalb dessen ein goldenes Pflugeisen; darunter in silbernem, durch Wellenschnitt abgeteiltem Schildfuß ein blauer Fisch.“
Der Fisch im Wappen der Gemeinde Heikendorf repräsentiert das alte Fischerdorf Möltenort mit seinem Fischereihafen an der Kieler Förde. Die Pflugschar steht für die früheren Bauerndörfer Alt und Neu Heikendorf, in denen die Landwirtschaft vorherrschende Erwerbsgrundlage war. 1913 wurden Alt Heikendorf und Möltenort zur Gemeinde Heikendorf vereinigt. 1928 beschlossen Heikendorf und Neu Heikendorf ihre Zusammenlegung unter Einbeziehung des aufgelösten Gutsbezirks Schrevenborn unter dem Namen Heikendorf. Der umfangreiche, teils sehr alte Eichenbestand im Gut Schrevenborn und im Ortsteil Kitzeberg ist mit den Eichenblättern im Wappen angedeutet. Der Sparren symbolisiert gleichsam das gemeinsame Dach der heutigen Gemeinde, unter dem die Ortsteile zusammengeschlossen sind, und zugleich die in allen noch heute anzutreffende Form des niederdeutschen Fachhallenhauses.
Das Wappen wurde von dem Brunsbütteler Heraldiker Willy „Horsa“ Lippert gestaltet.

### Flagge
Die Flagge wurde am 18. März 1963 genehmigt und zeigt im Liek den Inhalt des Gemeindewappens ohne Schild, das fliegende Ende von Weiß und Blau neunmal geteilt.

## Sehenswürdigkeiten
- In der Liste der Kulturdenkmale in Heikendorf stehen die in der Denkmalliste des Landes Schleswig-Holstein eingetragenen Kulturdenkmale.
- U-Boot-Ehrenmal Möltenort
- Im Möltenorter Hafen liegt das ehemalige dänische Feuerschiff Læsø Rende (Fyrskib No. XV) als Vereinsschiff HYC des Heikendorfer Yacht Clubs.
- Im Ortsteil Kitzeberg liegt der Kitzeberger Wald, an dessen Westrand sich das  NATURA 2000-Schutzgebiet FFH-Gebiet Gorkwiese Kitzeberg befindet. Es ist eines der drei letzten Refugien der sehr seltenen Schmalen Windelschnecke in Schleswig-Holstein.

## Wirtschaft, Verkehr, Infrastruktur

### Wirtschaft

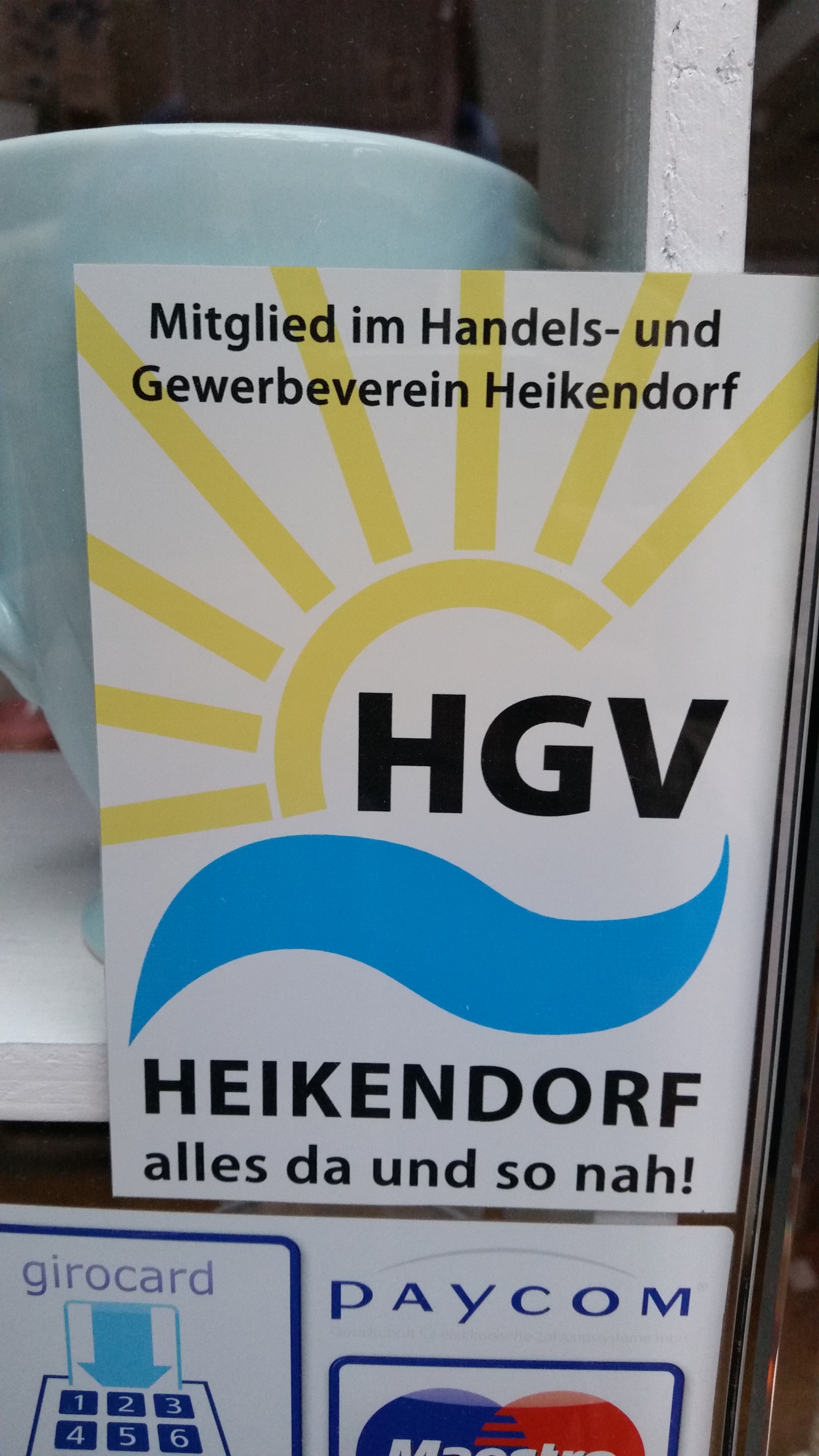
Aufkleber des Handels- und Gewerbeverein Heikendorf

In Heikendorf befindet sich das Gut Schrevenborn. Es macht im landwirtschaftlichen Bereich den größten Anteil in Heikendorf aus. Daneben gibt es in Heikendorf noch ein Gewerbegebiet mit verschiedenen Handwerks- und Dienstleistungsbetrieben. Im Ortskern ist ein breites Spektrum an Einzelhandels- und Dienstleistungsangebot zu finden. Unter anderem sind dies Restaurants und Cafés sowie jeweils eine Filiale der Förde Sparkasse am Dorfplatz, wo sich auch das Rathaus befindet und eine Filiale der Kieler Volksbank am Schmiedeplatz.
Momentan sind 88 Betriebe im Handels- und Gewerbeverein Heikendorf e. V. (HGV Heikendorf) Mitglied. Gegründet am 9. Juni 1986, ist der Verein laut Eigendarstellung verantwortlich für die Wahrung und der Förderung der wirtschaftlichen Belange der Mitglieder und der Förderung der allgemeinen Interessen der Gemeinde Heikendorf und ihrer Umgebung. Vorsitzender des Vereins ist der Fleischermeister und Landwirt Bernd Steffen.

### Verkehr
Durch das Gemeindegebiet verläuft die Bundesstraße 502, von der die Abfahrten Heikendorf-Süd und Heikendorf-Nord nach Heikendorf führen. An den öffentlichen Personennahverkehr ist Heikendorf durch die Kieler Verkehrsgesellschaft, die Verkehrsbetriebe Kreis Plön und die Schlepp- und Fährgesellschaft Kiel, die allesamt dem Verkehrsverbund Region Kiel angehören, angeschlossen.

### Kultur
Im Heinrich-Blunck-Haus im Teichtor befindet sich das Künstlermuseum Heikendorf–Kieler Förde. Heinrich Blunck war Mitglied der Künstlerkolonie Heikendorf. Das Museum wie auch die Gemeinde sind Mitglied der euroART, dem europäischen Verband der Künstlerkolonien.
Der Verein „Fischerwelt Möltenort e. V.“ betreibt am Möltenorter Hafen einen Ausstellungspavillon zur geschichtlichen Entwicklung der Fischerei und den heutigen Anforderungen an Nachhaltigkeit und Umweltschutz.
Bei den sommerlichen Euro-Musiktagen Heikendorf präsentieren Orchester, Bands und Spielmanns- und Fanfarenzüge aus ganz Europa Paraden, Platzkonzerte und Musikshows und messen sich in verschiedenen Wettbewerben.

### Bildung
- Heinrich-Heine-Schule: Gymnasium von 1973. Der Schriftsteller und Literaturkritiker Christopher Ecker unterrichtet an der Schule Deutsch und Philosophie.
- Grund- und Regionalschule  von 2008, eine Fusion aus Grund- und Hauptschule sowie der Realschule. Seit 2010 offene Ganztagsschule mit einer Mensa; seit 2013 Gemeinschaftsschule.

### Sport
- Golf: Der 1902 gegründete Golf-Club Kitzeberg gehört zu den ältesten Golf-Clubs Deutschland. Gründungsmitglied war Heinrich von Preußen, der Bruder Kaiser Wilhelms II. Ursprünglich ein 9-Loch-Platz wurde im Jahr 2000 die Erweiterung auf 18 Löcher eröffnet.[19]
- Tennis: Der Heikendorfer Tennisclub von 1965 gehört im Jugend- und im Seniorenbereich zu den erfolgreichsten in Schleswig-Holstein. Jugendmannschaften schaffen es regelmäßig ins Mannschafts-Landesfinale. Die Herren-30-Mannschaft des HTC spielt seit Sommer 2019 in der Regionalliga.
- Fußball: Seit 1989 trägt die 1. Herrenmannschaft des Heikendorfer Sportverein den Namen „HSV 16“. Sie stieg 2007 in die Fußball-Verbandsliga Schleswig-Holstein auf und  qualifizierte  sich 2008 für die Schleswig-Holstein-Liga (Oberliga). 2014 stieg sie ab in die Verbandsliga Nord-Ost.
- Volleyball: wird beim Heikendorfer SV angeboten.[20]

## Persönlichkeiten, Söhne und Töchter

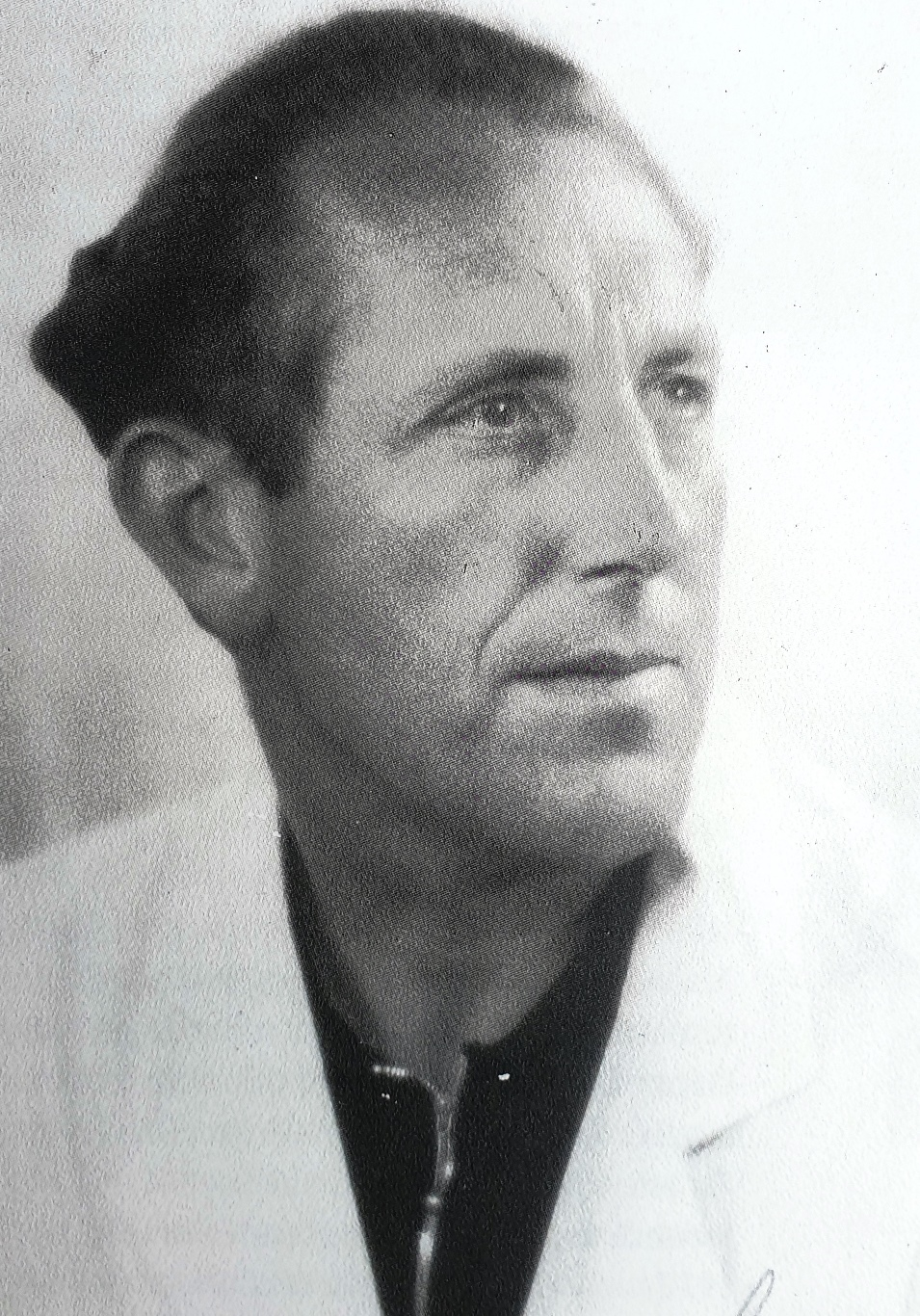
Rudolf Behrend

- Georg Burmester (1864–1936), Maler und Mitglied der Künstlerkolonie Heikendorf
- Heinrich Blunck (1891–1963), Maler, Lithograf und Mitglied der Künstlerkolonie Heikendorf
- Adolf Dethmann (1896–1979), Staatswissenschaftler, Industriekaufmann und Kommunist
- Fritz Lau (1872–1966), niederdeutscher Schriftsteller
- Werner Lange (1888–1955), Maler und Mitglied der Künstlerkolonie Heikendorf
- Rudolf Behrend (1895–1979), Maler, Grafiker und Mitglied der Künstlerkolonie Heikendorf
- Oscar Droege (1898–1983), Maler und Mitglied der Künstlerkolonie Heikendorf
- Elisabeth Jaspersen (1900–1994), Porträt- und Landschaftsmalerin
- Hermann Riecken (1901–1985), Bürgermeister von Heikendorf (NSDAP, 1933–1939)
- Georg-Christoph von Unruh (1913–2009), Rechtswissenschaftler, Professor für Öffentliches Recht und Richter am Oberverwaltungsgericht, lebte in Kitzeberg
- Kurt Lütjohann (1918–2021), Lehrer und niederdeutscher Autor
- Hans Bunje (1923–2008), Schriftsteller, Dramatiker und Hörspielautor
- Arnold Oberschelp (1932–2024), Mathematiker und Logiker, ab 1968 ordentlicher Professor in Kiel, wohnte in Heikendorf
- Konrad Hansen (1933–2012), Schriftsteller, Regisseur und Intendant
- Heike Fedderke (* 1947), niederdeutsche Autorin
- Konrad Fischer (* 1948), Fischereimeister und Parteigründer
- Hans-Joachim Czub (1951–2016), Jurist und Richter am Bundesgerichtshof
- Holger Janssen (* 1951), Journalist, Musiker, Kabarettist, Radiomoderator und niederdeutscher Autor
- Freya Hoffmeister (* 1964), Extrem-Kanutin
- Robert Habeck (* 1969), Politiker (Bündnis 90/Die Grünen), Bundesminister und Vizekanzler

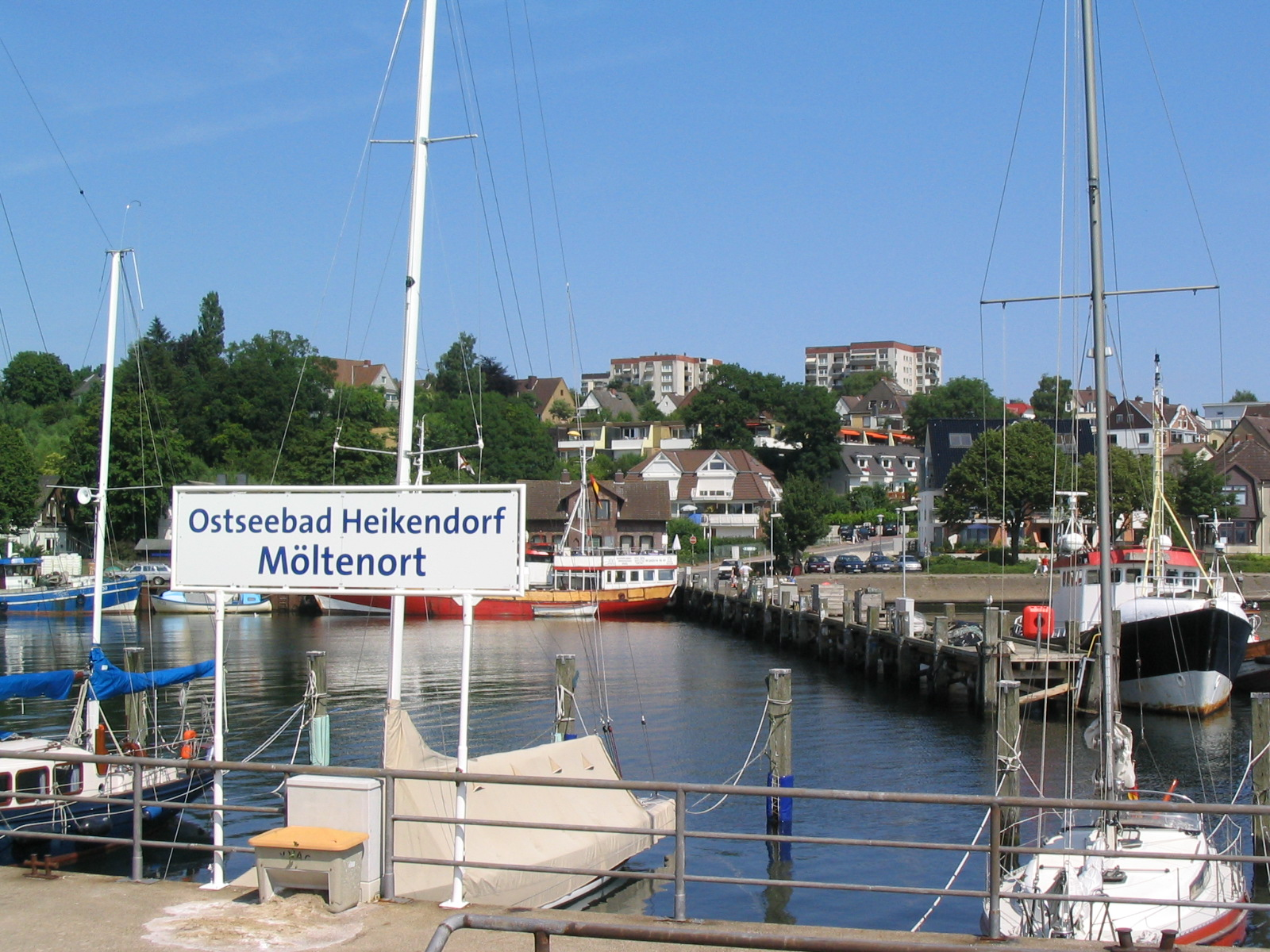
Hafendampfer-Anlegestelle Heikendorf-Möltenort
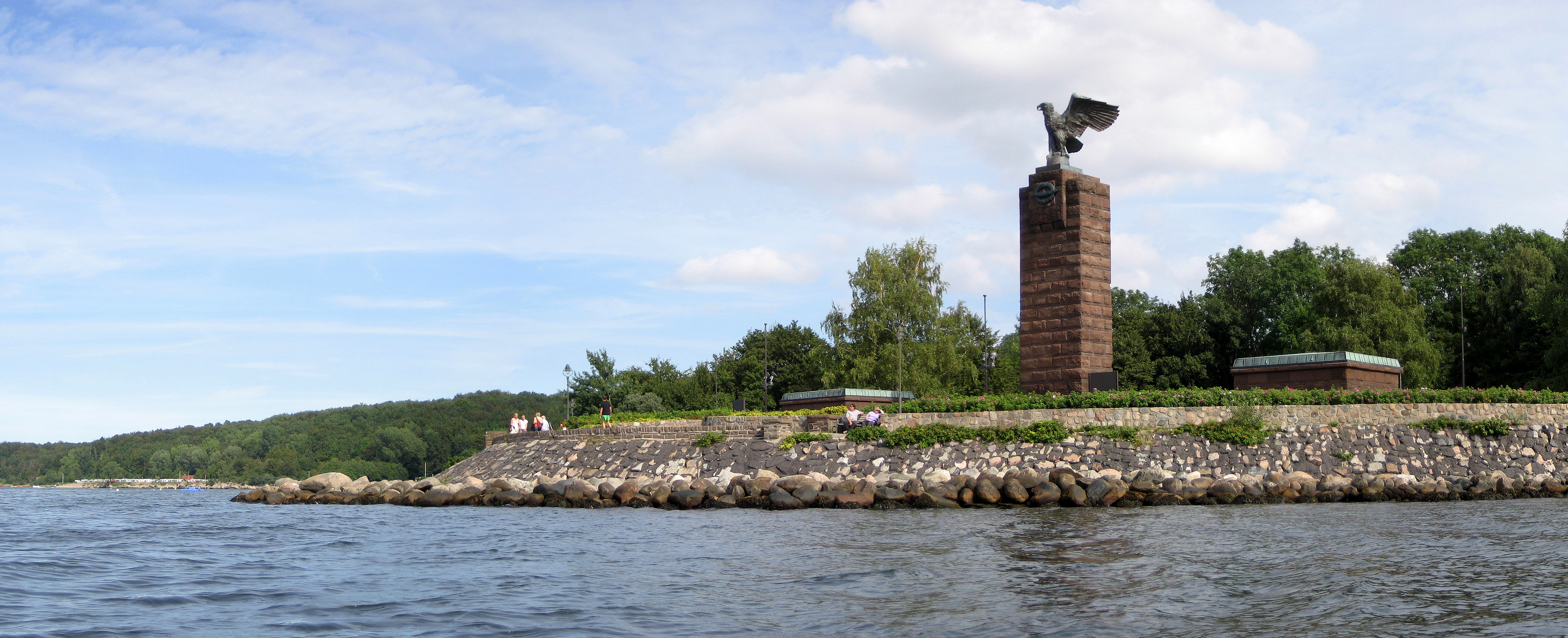
U-Boot-Ehrenmal vom Wasser aus gesehen
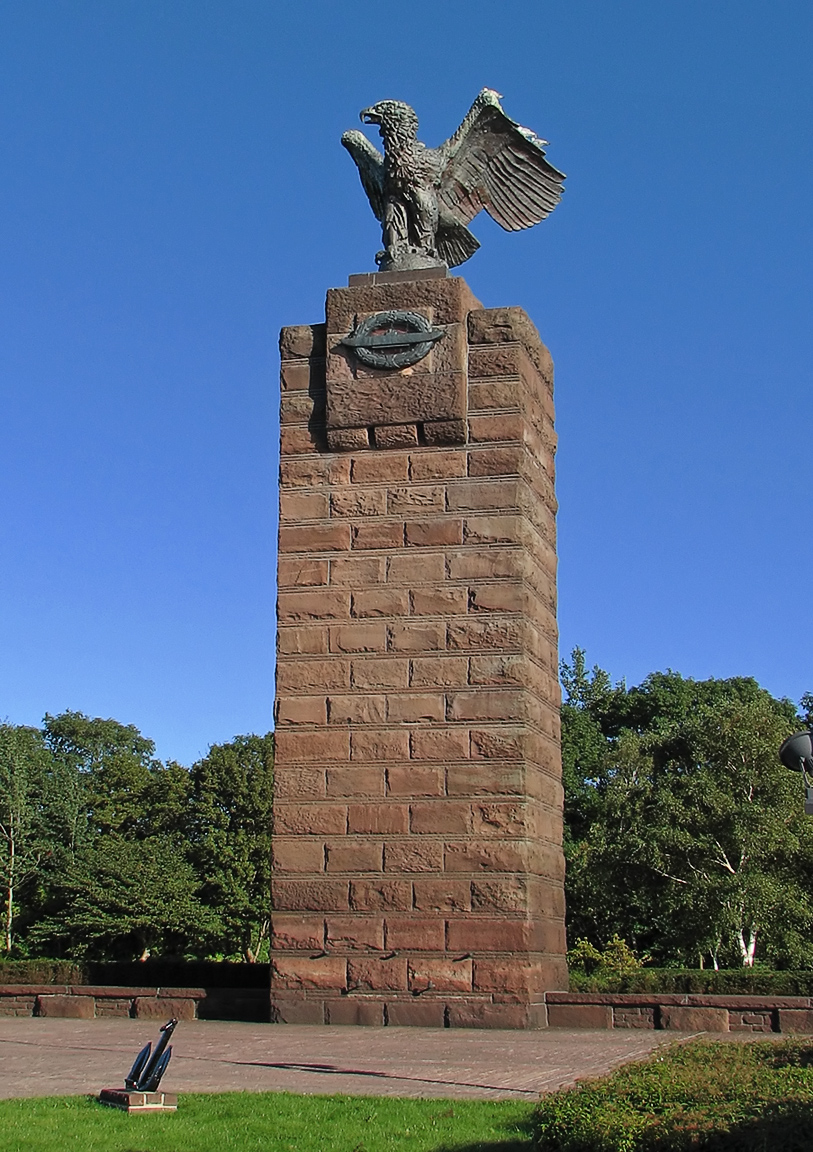
Ehrenmal für die deutschen U-Boot-Fahrer beider Weltkriege in Heikendorf/Möltenort bei Kiel
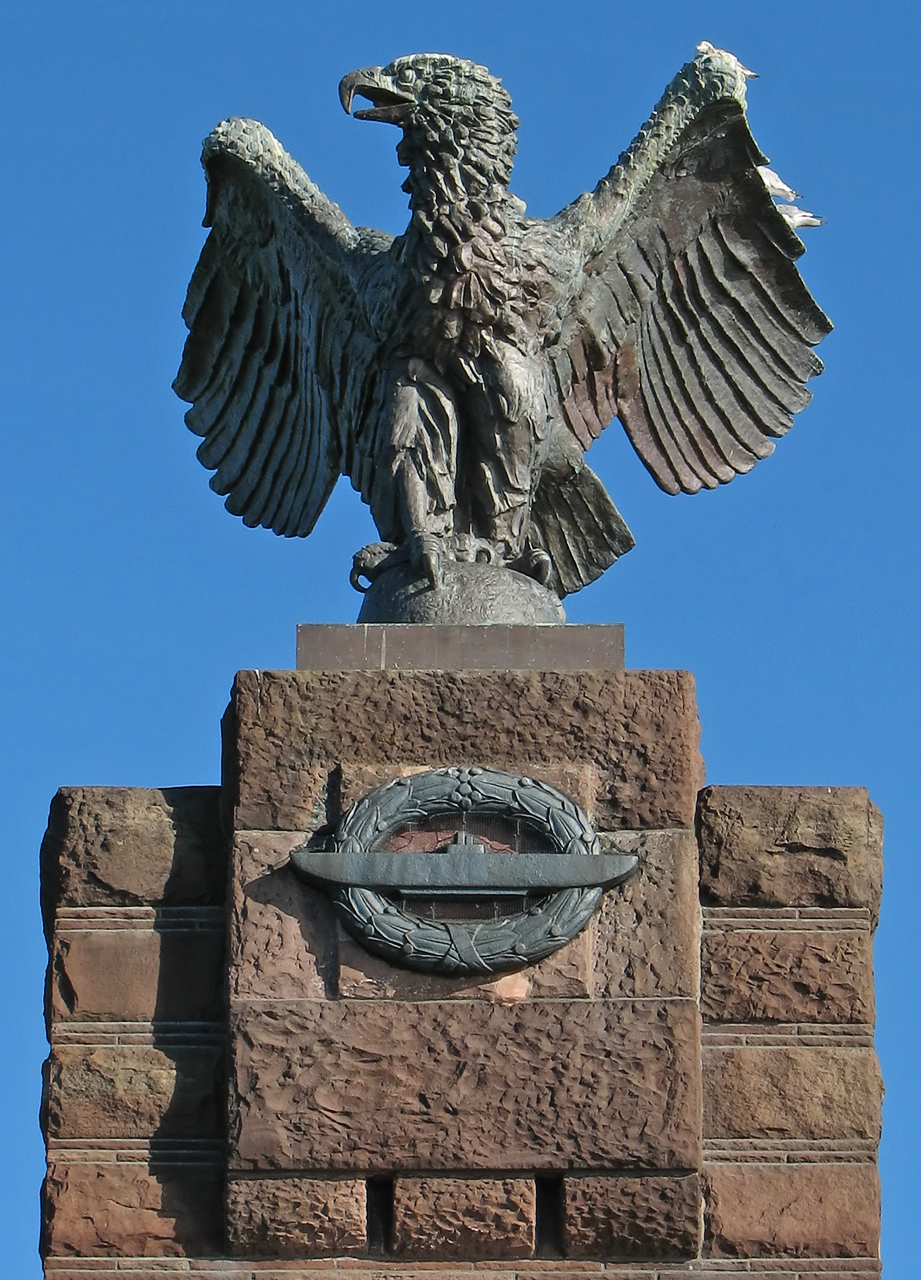
Seeadler auf dem Ehrenmal
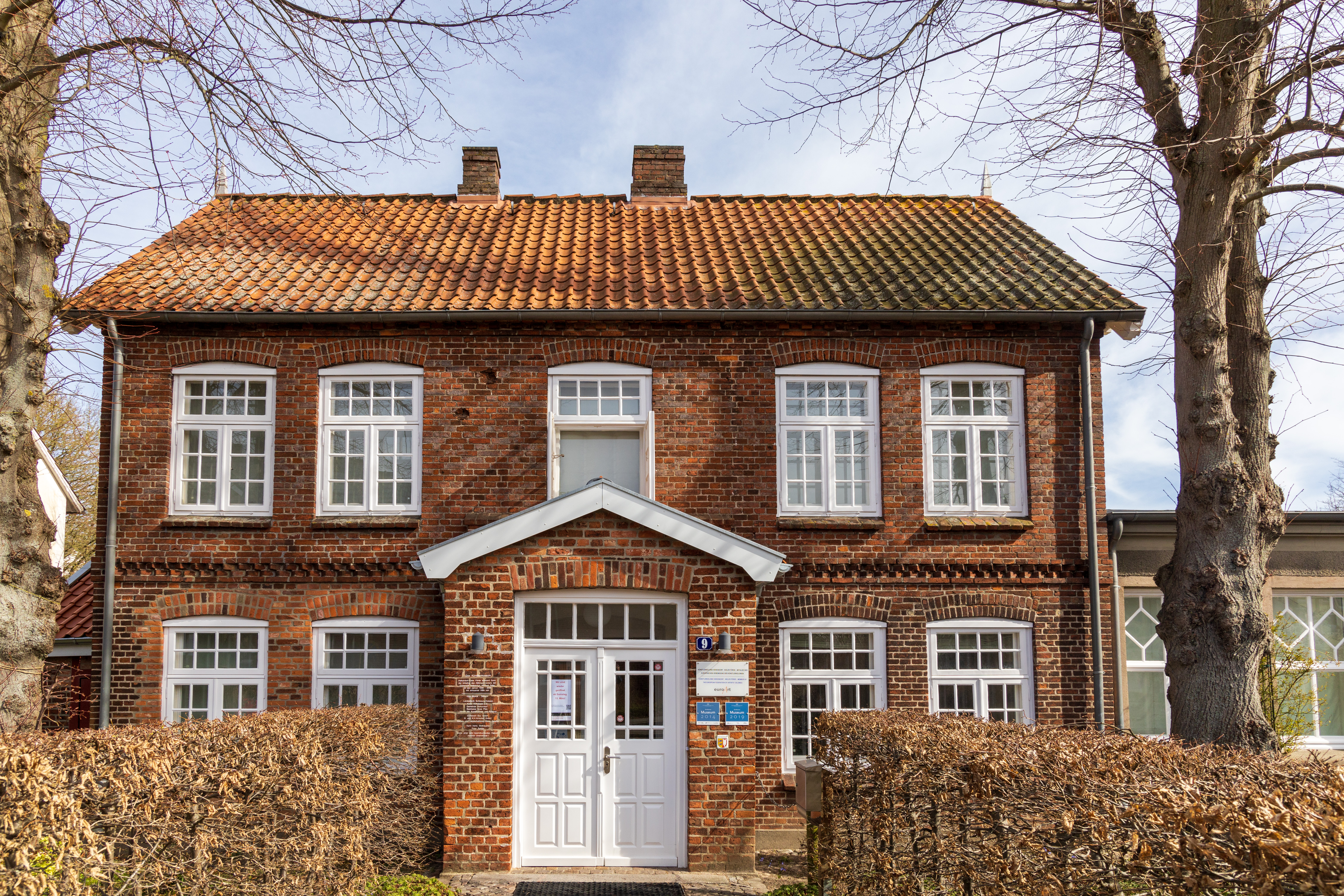
Künstlermuseum Heikendorf
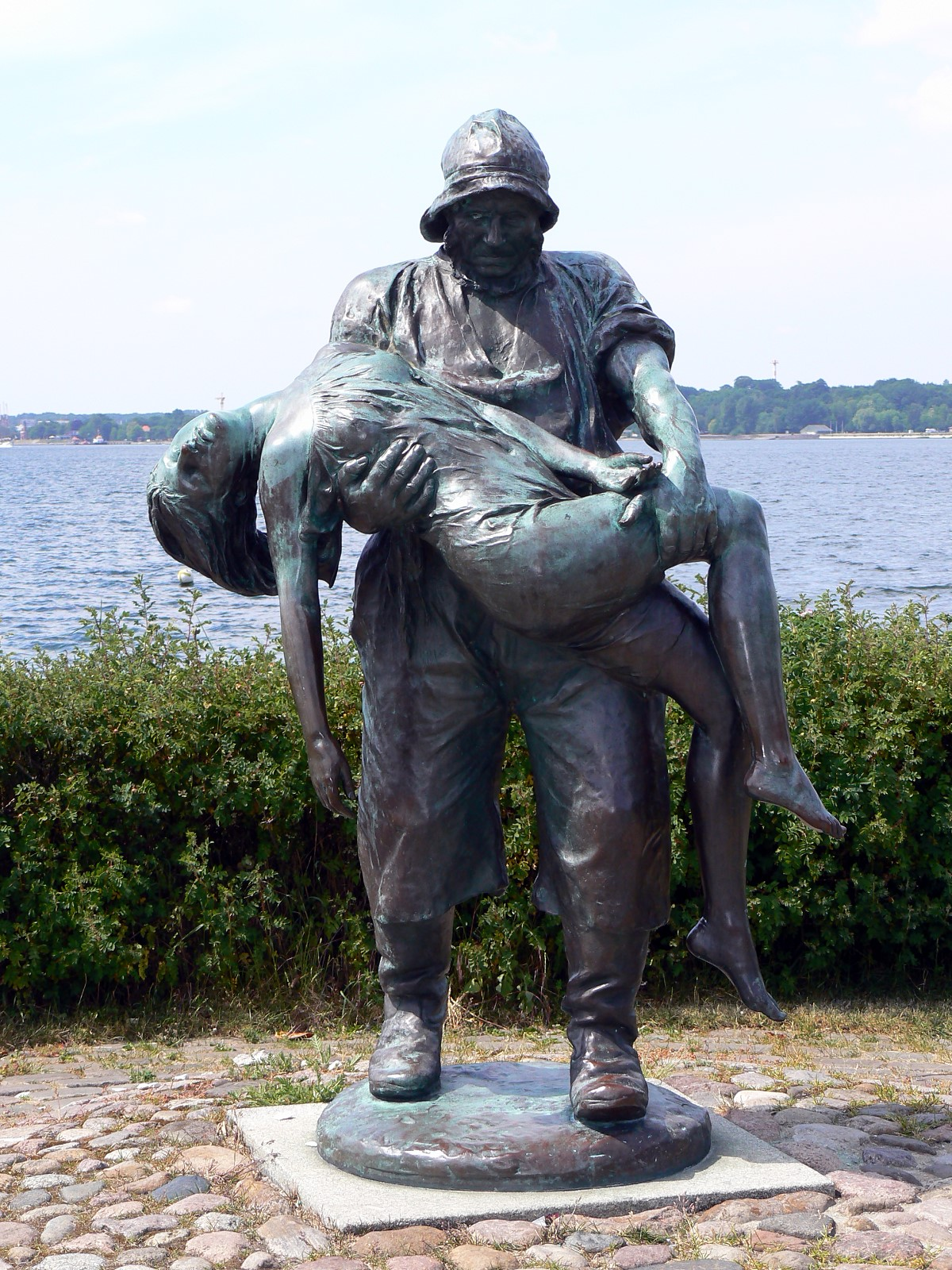
Skulptur „Gerettet“ (ehem. Fischer) von Adolf Brütt
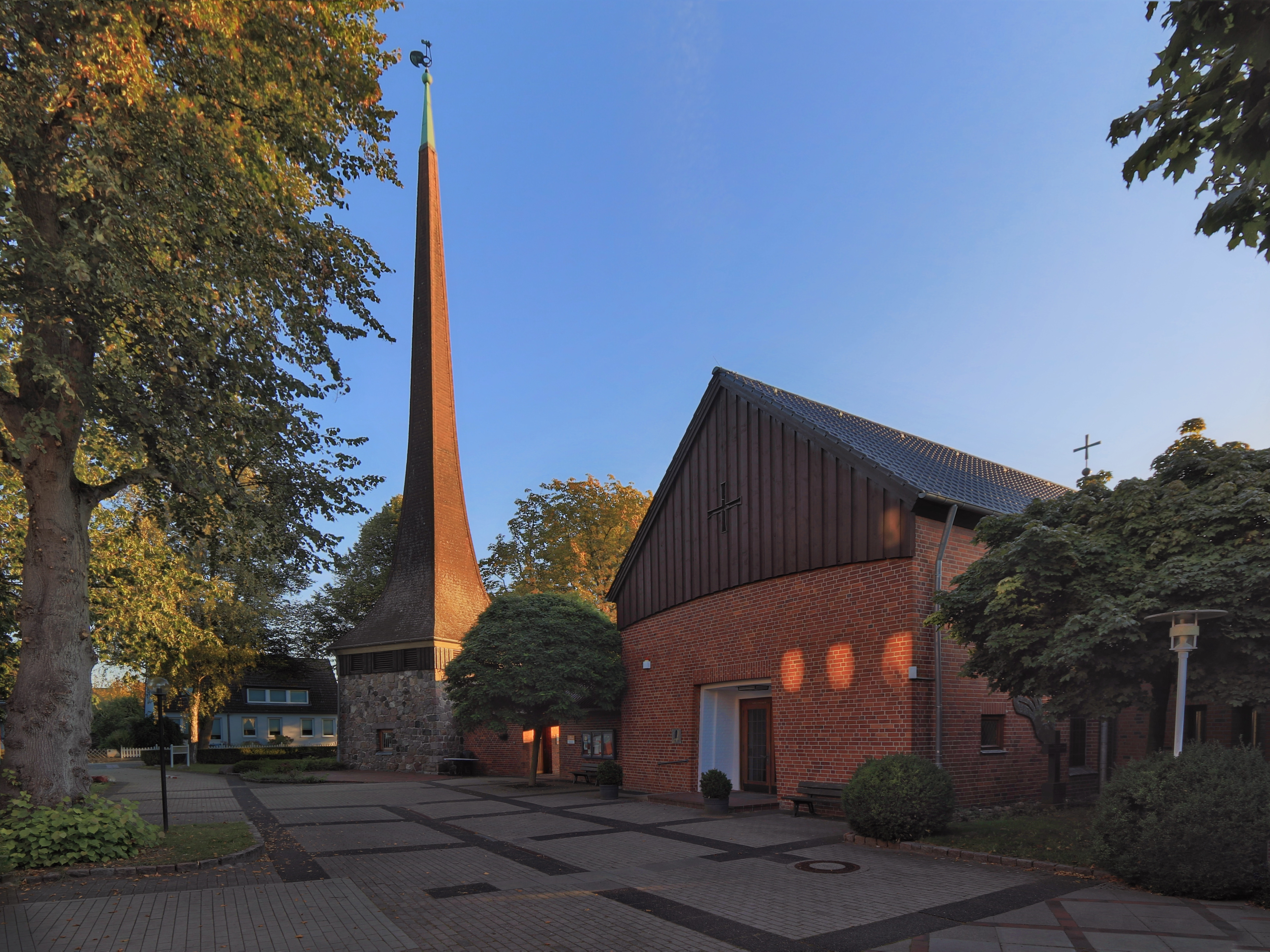
Evangelische Kirche
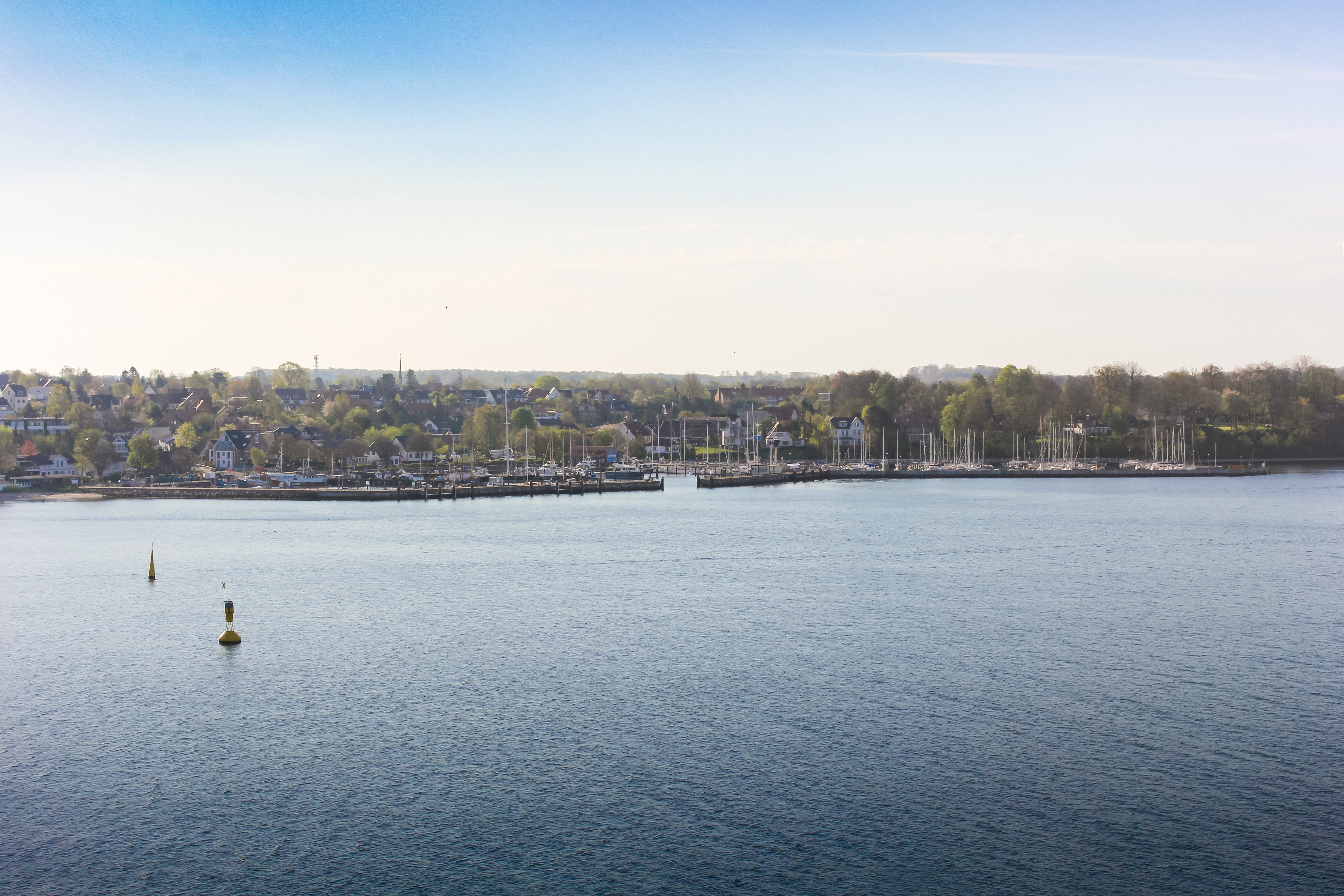
Hafen Heikendorf-Möltenort